# 中共太岳区党委阎寨旧址
中共太岳区党委阎寨旧址，位于山西省长治市沁源县沁河镇阎寨村，是一处山西省文物保护单位。
2016年6月6日，中共太岳区党委阎寨旧址公布为第五批山西省文物保护单位，年代为民国二十六年（1937），近现代类，编号5-159。